# Scobinancistrus
Scobinancistrus (Скобінанциструс) — рід риб триби Ancistrini з підродини Hypostominae родини Лорікарієві ряду сомоподібні. Має 3 види. Наукова назва походить від латинського слова scobis, тобто «тирса», та грецького слова agkistron — «гак».

## Опис
Загальна довжина представників цього роду коливається від 24,1 до 25 см. Голова велика, широка, сильно сплощена зверху. Очі невеличкі. Тулуб кремезний, трохи сплощений, звужується у хвостовій частині. Його вкрито дрібними кістковими пластинками. Спинний плавець доволі високий, великий та довгий. Грудні плавці широкі. Черевні значно поступаються останнім. Жировий плавець крихітний. Анальний плавець маленький, більше за жировий. Хвостовий плавець звужений і розрізаний або широкий та цільний.
Забарвлення світло-коричневе або чорне, вкрите дрібними цяточками білого чи жовтуватого кольору від носа до хвоста, також цятками вкриті усі плавці.

## Спосіб життя
Це демерсальні риби. Зустрічаються у швидких річках зі скелястим дном. Тримаються піщано-скелястого дна. Вдень ховаються серед каміння або у підводних печерках. Активні у присмерку та вночі. Живляться детритом і личинками комах.

## Розповсюдження
Поширені в річках Шінгу, Токантінс і Тапажос.

## Тримання в акваріумі
Потрібна ємність від 250—300 літрів. На дно насипають великий річковий пісок або дрібну гальку. Всю площу дна викладають валунами великими і середнього розміру. Бажано, щоб на каменях росли водорості. З каменів, також споруджують печерки, в яких соми будуть ховатися і відпочивати. Рослини і корчі не потрібні.
Неагресивні риби, але самці можуть серйозно конфліктувати один з одним. Тому, ідеально містити групу з одного самця і 2-3 самок. Сусідами можуть стати цихліди роду ретрокулюс, лепорінуси, хеміодуси. Годують сомів живим харчем й замінниками. Їжа повинна знаходиться в акваріумі постійно. Щоби рибам вистачало життєво необхідних мікроелементів і вітамінів, їх підгодовують свіжими овочами. З технічних засобів знадобиться потужний внутрішній фільтр для створення сильної течії, помпа і компресор. Температура тримання повинна становити 22-26 °C.

## Види
- Scobinancistrus aureatus
- Scobinancistrus pariolispos
- Scobinancistrus raonii